# 在华菲律宾人
在华菲律宾人是指在大中華地區的来自菲律宾的移民或外籍人士。

## 就业
许多菲律宾女人来到中国作女佣。2009年来自菲律宾政府的数据表明，由于中国家庭愿意为更好的家庭服务以及流畅的英语而愿意聘用来自菲律宾的女佣，中国大陆已成为菲律宾女佣寻求海外务工的首要地区。

## 分布

### 中國內地
来自菲律宾外交部的数据显示，约有12254名海外菲律宾人在中国內地。他们大都生活在北京（2492人），重庆（164人），广州（4564人），上海（4264人）和厦门（7707人）等城市。

### 香港
香港约有14万菲律宾人，很多都是外籍家庭佣工。

### 臺灣
臺灣约有79,450名菲律宾人（2011年），他们大都属于工作型态短期移民，主要工作为家庭看护、保姆，少数来者为技术性工作者。

### 澳門
澳門大约有15,000名菲律宾人（2011年），大多爲外地雇員，少數有澳門居民身份，主要從事家傭、酒店等行業，是澳門第二大族群。